# Trinity and Beyond
Trinity and Beyond: The Atomic Bomb Movie es una película documental estadounidense de 1995 dirigida por Peter Kuran y narrada por William Shatner.
Utilizando material de archivo restaurado, la película traza el desarrollo de armas nucleares y sus  pruebas, a partir de la Prueba Trinity de Estados Unidos de 1945 (de ahí el título) a la primera prueba de bomba atómica República Popular China en 1964. El comentario de Kuran sobre la versión DVD afirma que el DVD reemplaza algunas de las imágenes originales con versiones de mejor calidad. También hay algunas secuencias breves de efectos especiales. Desde entonces, la película también ha sido lanzada en Blu-ray.

## Sinopsis
Se incluyen imágenes de las pruebas nucleares que comenzaron en mayo de 1945 en Trinity (la primera bomba atómica), una explosión de 100 toneladas de TNT utilizada para escalar y calibrar el dispositivo Trinity, y que termina con la última explosión atmosférica de EE. UU. detonación nuclear (llamada  Cuerda floja) del Nike Hércules misil de defensa aérea en 1963. También se incluyen series de prueba en el Pacífico Sur, imágenes del disparo de los EE. UU.  cañón atómico del ejército en el Emplazamiento de pruebas de Nevada en 1953, e imágenes en color de ráfagas de aire a gran altitud de varios megatones sobre Isla Johnston justo antes de que entrara en vigor el tratado de prohibición limitada de pruebas efecto (prohibiendo todas excepto las detonaciones subterráneas) en 1963.

## Producción
La publicidad de la película afirma que gran parte del metraje estadounidense ha sido recientemente desclasificado y nunca antes visto. La investigación de Kuran lo puso en contacto con muchos de los camarógrafos que fotografiaron las pruebas estadounidenses, lo que llevó a la producción de otro documental, Atomic Filmmakers, que presentaba sus reminiscencias de trabajar en el programa. Se utilizó por primera vez un nuevo proceso de restauración de imagen patentado para mejorar considerablemente la calidad de imagen de las películas viejas y decoloradas.
La música de la película (compuesta por William T. Stromberg) fue interpretada por la Orquesta Sinfónica de Moscú, simbolizando el final de la guerra fría.
Imágenes de un documental soviético sobre la Bomba del zar aparecen en Trinity and Beyond, donde se la conoce como la bomba monstruo rusa.